# Peter Jonas
Pour les articles homonymes, voir Jonas (homonymie).
Peter Jonas, né le 18 juin 1941 à Vienne (Autriche), est un patineur artistique autrichien. Il participe aux Jeux olympiques d'hiver de 1960 et de 1964, et est médaillé de bronze aux championnats européens de 1965.

## Biographie

### Carrière sportive
Peter Jonas est quadruple champion d'Autriche entre 1961 et 1964.
Il représente son pays à neuf championnats européens (1957 à Vienne, 1958 à Bratislava, 1959 à Davos, 1960 à Garmisch-Partenkirchen, 1961 à Berlin, 1962 à Genève, 1963 à Budapest, 1964 à Grenoble et 1965 à Moscou où il conquiert une médaille de bronze), six mondiaux (1958 à Paris, 1960 à Vancouver, 1962 à Prague, 1963 à Cortina d'Ampezzo, 1964 à Dortmund et 1965 à Colorado Springs), et à deux Jeux olympiques d'hiver (1960 à Squaw Valley et 1964 dans son pays à Innsbruck).
Il arrête les compétitions sportives après les mondiaux de 1965.

### Reconversion
Après sa carrière sportive, Peter Jonas travaille comme entraîneur principalement à Dortmund, Oberstdorf et Vienne. Les athlètes allemandes bien connues dont il s'est occupé sont Patricia Neske, Simone Lang, Astrid Hochstetter, Sarah Jentgens et Tanja Szewczenko.

## Palmarès
| Compétitions                                                                                           | 1957 | 1958 | 1959 | 1960 | 1961 | 1962 | 1963 | 1964 | 1965 |
| Jeux olympiques                                                                                        |      |      |      | 13e  |      |      |      | 7e   |      |
| Championnats du monde                                                                                  |      | 16e  |      | 10e  | CA   | 9e   | 6e   | 7e   | 8e   |
| Championnats d'Europe                                                                                  | 14e  | 9e   | 7e   | 6e   | 4e   | 4e   | 4e   | 5e   | 3e   |
| Championnats d'Autriche                                                                                |      |      |      |      | 1er  | 1er  | 1er  | 1er  |      |
| Légende : CA = Championnats du monde 1961 annulés à cause de la catastrophe aérienne du vol 548 Sabena |      |      |      |      |      |      |      |      |      |